# Prix des Critiques
Ne doit pas être confondu avec Prix de la critique.
 (avril 2014).
Si vous disposez d'ouvrages ou d'articles de référence ou si vous connaissez des sites web de qualité traitant du thème abordé ici, merci de compléter l'article en donnant les références utiles à sa vérifiabilité et en les liant à la section « Notes et références ».
Le prix des Critiques est un ancien prix littéraire français, créé en 1945 par Gonzague de Gestas de Lespéroux directeur des éditions du Pavois, récompensant des auteurs de langue française, dont le jury était composé de professionnels de l'édition, notamment des critiques littéraires, mais aussi de directeurs de revues et de magazines littéraires.

## Membres du Jury (liste non exhaustive)
- Gonzague de Gestas
- Maurice Blanchot (1945)[2]
- Roger Caillois
- Jean Paulhan
- Jean Starobinski
- Émile Henriot (écrivain)
- Gabriel Marcel
- Maurice Nadeau

## Lauréats du prix des Critiques
- 1945 : Romain Gary, Éducation européenne
- 1947 : Albert Camus, La Peste
- 1948 : Georges Buraud, Les Masques
- 1949 : Jules Supervielle, Shéhérazade (théâtre)
- 1952 : Georges Borgeaud, Le Préau
- 1953 : Pierre Gascar, Les Bêtes[3]
- 1954 : Françoise Sagan, Bonjour tristesse
- 1955 : Alain Robbe-Grillet, Le Voyeur[4],[5]
- 1957 : Micheline Maurel, Un camp très ordinaire
- 1958 : Yves Régnier, Le Royaume de Bénou
- 1961 : José Cabanis, Le Bonheur du jour[6],[7]
- 1962 : André du Bouchet, Dans la chaleur vacante
- 1963 : Robert Pinget, L'Inquisitoire
- 1964 : Jacques Audiberti, Ange aux entrailles
- 1965 : Pierre Klossowski, Le Baphomet
- 1967 : Jean Grosjean, Élégies
- 1970 : Edmond Jabès, Élya
- 1971 : Yves Bonnefoy, Rome, 1630 : l'horizon du premier baroque (essai)
- 1972 : Jean Blot, La Difficulté d'aimer
- 1973 : Raymond Aron, République impériale
- 1974 : Noel Devaulx, Avec vue sur la Zone
- 1975 : Jean-Loup Trassard, L'Ancolie
- 1980 : Pascal Quignard, Carus
- 1982 : Nicolas Bouvier, Le Poisson-scorpion
- 1984 : Jacques Réda, L'Herbe des talus
- 1986 : Bruno Gay-Lussac, Mère et fils